# Saint-Berthevin-la-Tannière

Saint-Berthevin-la-Tannière este o comună în departamentul Mayenne, Franța. În 2009 avea o populație de 386 de locuitori.